# Ernst Uehli

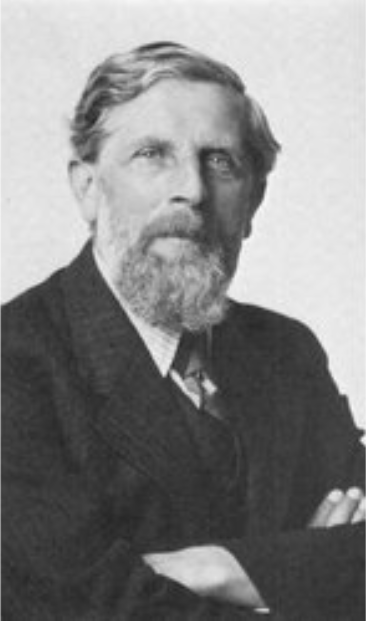
Ernst Uehli, ca. 1920

Ernst Uehli (* 4. Mai 1875 in Andelfingen; † 16. November 1959 in Zürich) war ein Schweizer Lehrer, Anthroposoph und Schriftsteller.

## Leben

### Kindheit und Lehrjahre
In einfachen Verhältnissen und nur mit elementarer Schulbildung im Zürcher Unterland aufgewachsen, erwarb sich Ernst Uehli im Selbststudium und mit Hilfe der Anthroposophie eine Bildung, die ihn befähigte, als Lehrer, Vertreter der Sozialen Dreigliederung und schließlich als freier Schriftsteller und Vortragsredner vielseitig zu wirken.
Das erste Schuljahr verbrachte Uehli in Bern. Als der Vater mit dem ältesten Sohn nach Amerika auswanderte, zog die Mutter mit den fünf zurückbleibenden Kindern nach Hallau, wo Uehli unter schweren materiellen Entbehrungen aufwachsen musste. Er besuchte die einfache Dorfschule. Seine Schulbildung war so bescheiden, dass er die Aufnahmeprüfung für den Postdienst nicht bestand.
Er machte dann eine dreijährige kaufmännische Lehre, wiederum in Bern. Dort begann auch seine autodidaktische Weiterbildung. Anregung dazu erhielt er von vier Gymnasiasten, die ihn in ihren „Freundschaftsbund“ aufnahmen und ihm Bücher ausliehen. Einen tiefen Eindruck hinterließ ein Arbeiteraufstand in Bern, der von der Obrigkeit mit Hilfe der Armee blutig niedergeschlagen wurde.
Nach einer mehr handwerklichen Tätigkeit als Volontär in einer Weinhandlung in La Chaux-de-Fonds arbeitete er ab 1896 während 14 Jahren bei der Eidgenössischen Zollverwaltung in St. Gallen, Romanshorn und Zürich. In St. Gallen trat er dem Kaufmännischen Verein bei und wurde bald in den Vorstand als Bibliotheksleiter gewählt; nun stand ihm eine größere Bibliothek zur freien Verfügung. Im Freundeskreis wurden die neuen Dramen, etwa von Ibsen, Schriften wie Die conventionellen Lügen von Max Nordau oder die zeitgenössische Lyrik – vermittelt durch die Zeitschrift Sonnenblumen von Karl Henckell – gelesen und diskutiert. Im Stadttheater hörte er erstmals eine Oper von Richard Wagner. Durch die Lektüre der Zeitschrift Junge Schweiz wurde er auf Fritz Brupbacher aufmerksam, den er in Kilchberg besuchte und dem er bis zu dessen Tod freundschaftlich verbunden blieb. Auch mit den Ideen des Sozialismus machte er sich bekannt, sei es durch persönliche Begegnungen, sei es durch Lektüre der Werke von Marx und Engels.

### Begegnung mit der Anthroposophie
1905 hörte er in St. Gallen erstmals einen Vortrag Rudolf Steiners. Uehli kam auch mit Steiner persönlich ins Gespräch. Als er 1906 nach Zürich übersiedelte, kam er in engen Kontakt zur dortigen Theosophischen Gesellschaft. Er lernte nun die theosophische Literatur kennen; er erwähnt in seiner Autobiographie namentlich Die Großen Eingeweihten von Édouard Schuré und Uralte Weisheit von Annie Besant. 1908 trat er der T. G. bei, und 1910 wurde er Leiter des Zschokke-Zweiges der T. G. in Zürich.
Nachdem ein mit einem Journalisten zusammen gegründetes Pressekonferenzbüro bankrottgegangen war, wurde er mittellos. In der Not wandte sich Uehli an Steiner. Dieser wies ihn nach München, in das von Felix Peipers geleitete „Ärztehaus“. Dort betreute Uehli von 1911 bis 1919 einen blinden und epileptischen jungen Mann. In dieser Zeit begann er Vorträge zu geistesgeschichtlichen Themen zu halten, besonders über Wagner, die germanische und keltische Mythologie oder die Gralssuche.
1913 heiratete Uehli die acht Jahre jüngere, aus Wien stammende Ernestine Baudisch. Sie bekamen zwei Söhne, Ernst Eugen und Walter.
Als Rudolf Steiner nach dem Ende des Ersten Weltkriegs öffentlich für die Soziale Dreigliederung wirkte, stellte sich auch Uehli in den Dienst dieser Bestrebungen. Er war zwischen 1919 und 1922 Redakteur der Zeitschrift Dreigliederung des Sozialen Organismus und ab Januar 1921 Leiter des „Bundes für Soziale Dreigliederung“ in Stuttgart. Im Sommer 1921 fand in dieser Stadt der öffentliche Kongress Kulturausblicke der anthroposophischen Bewegung statt. Uehli sprach zu dessen Eröffnung. Im Oktober 1921 entstand die Zeitschrift Die Drei, zu deren Mitbegründern Uehli gehörte. Er redigierte das Blatt bis 1923. Auch die Zeitschrift Anthroposophie redigierte er in den Jahren 1922 und 1923.
Ab 1921 war er zusammen mit Carl Unger und Emil Leinhas im Zentralvorstand der deutschen Landesgesellschaft der Anthroposophischen Gesellschaft tätig. Nach schweren Auseinandersetzungen im so genannten „Siebenerkreis“ im Januar 1923 zog er sich aus dem Zentralvorstand zurück.

### Als Lehrer und Schriftsteller
Von 1924 bis 1937 wirkte Uehli als Lehrer an der Stuttgarter Waldorfschule, zunächst für Religion, dann neben Deutsch und Literatur vor allem für Geschichte und Kunstgeschichte an der Oberstufe. Mit Caroline von Heydebrand gab 1930 er das in vielen Waldorfschulen benützte Lesebuch Und Gott sprach... heraus.
1937 kehrte Uehli in die Schweiz zurück, „um mir meine Freiheit zu wahren“, wie er selber formulierte. Bis zu seinem Lebensende war er fortan als freier Schriftsteller und Vortragsredner tätig.
1939 ließ sich Uehli scheiden und ging mit der aus Dresden stammenden Eurythmistin Erna Elisabeth Schnell seine zweite Ehe ein.

### Würdigung und Kritik
Mit seinen Werken errang sich Uehli auch Anerkennung außerhalb der anthroposophischen Kreise. Wiederholt wurde er von der Erziehungsdirektion des Kantons Zürich sowie von den Gemeindebehörden des Geburtsortes Andelfingen geehrt. Anlässlich seines Hinscheidens sowie zu seinem zehnten Todestag publizierten verschiedene schweizerische Zeitungen Nachrufe und Würdigungen seines Lebenswerkes; an der Kremationsfeier in Zürich hielt sein Freund Albert Steffen eine Ansprache.
Nach Mitteilung der Bundesprüfstelle für jugendgefährdende Medien auf Antrag des Bundesfamilienministeriums im Jahr 2000, dass Uehlis Buch Atlantis und das Rätsel der Eiszeitkunst auf rassistische Stellen hin begutachtet werden solle, beschloss der Mellinger Verlag, das Buch mit sofortiger Wirkung aus dem Verkehr zu ziehen und den Restbestand vernichten zu lassen. Von der Listenaufnahme des Buches wurde deshalb aber gemäß § 2 I GjS (Gesetz über die Verbreitung jugendgefährdender Schriften) abgesehen. Das Vorliegen einer Jugendgefährdung wurde anerkannt.

## Werke
- Die Geburt der Individualität aus dem Mythos als künstlerisches Erlebnis Richard Wagners. Hans Sachs-Verlag, München 1916
  - Neuausgabe als: Richard Wagners mythisches Lebensbild. Are Verlag, Ahrweiler 1953
- Ein Sohn des Schicksals. Roman. Sachs, München 1918
- Eine neue Gralsuche. Der kommende Tag, Stuttgart 1921
- Rudolf Steiner als Künstler. Der kommende Tag, Stuttgart 1921
- Zwischen Sphinx und Gral. Der kommende Tag, Stuttgart 1922
- Nordisch-germanische Mythologie als Mysteriengeschichte. Rudolf Geering, Basel 1926
- „Und Gott sprach...“ Biblisches Lesebuch für das 3. Schuljahr der Freien Waldorfschule (mit Caroline von Heydebrand). Waldorfschul-Verlag, Stuttgart 1930
  - letzte Auflage: Mellinger, Stuttgart 1987, ISBN 3-88069-039-1
- Die Mosaiken von Ravenna. Heitz, Leipzig/Straßburg/Zürich 1935
- Atlantis und das Rätsel der Eiszeitkunst. Versuch einer Mysteriengeschichte der Urzeit Europas. Julius Hoffmann, Stuttgart 1936
- Vorzeit der Schweiz. Metz, Zürich 1942
- Der Kristall der sieben Einsamkeiten. Ein Lebensmythos. Mit sieben Zeichnungen von Hans Wildermann. Quart, Winterthur 1955 (Sonderausgabe aus Leben und Gestaltung)
- Kultur und Kunst Ägyptens. Ein Isisgeheimnis. Philosophisch-Anthroposophischer Verlag am Goetheanum, Dornach 1955
- Mythos und Kunst der Griechen im Geiste ihrer Mysterien. Goetheanum, Dornach 1958
- Die drei großen Staufer. Friedrich I. Barbarossa / Heinrich VI. / Friedrich II. in universalhistorischen Aspekten. Goetheanum, Dornach 1961
- Leonardo, Michelangelo, Raffael und die geistigen Grundlagen der italienischen Renaissance. Goetheanum, Dornach 1967
- Die Adler-Imagination. Von der Schicksalsaufgabe der Deutschen. Mellinger, Stuttgart 1975
- Bildgestalten und Gestaltenbilder. Zur Begründung des Kunstunterrichts. Freies Geistesleben (Menschenkunde und Erziehung 32), Stuttgart 1975, ISBN 3-88069-136-3